# Mtsangamouji
Mtsangamouji – miasto w północno-zachodniej części Majotty (zbiorowość zamorska Francji). Według danych szacunkowych na rok 2017 liczy 6 432 mieszkańców. Ośrodek przemysłowy.